# کاپویت
کاپویت (به ارمنی: Կապույտ) یک روستا در ارمنستان است که در استان وایوتس‌جور واقع شده‌است.  در  کیلومتری شمال یغگنادزور، مرکز استان وایوتس‌جور واقع شده است.

## خصوصیات
کاپویت  نفر جمعیت دارد و در ارتفاع  متر بالاتر از سطح دریا قرار گرفته‌است.